# Edosa caerulipennis
Edosa caerulipennis är en fjärilsart som beskrevs av Nicolas Grigorevich Erschoff 1874. Edosa caerulipennis ingår i släktet Edosa och familjen äkta malar. Inga underarter finns listade i Catalogue of Life.